# Estlink

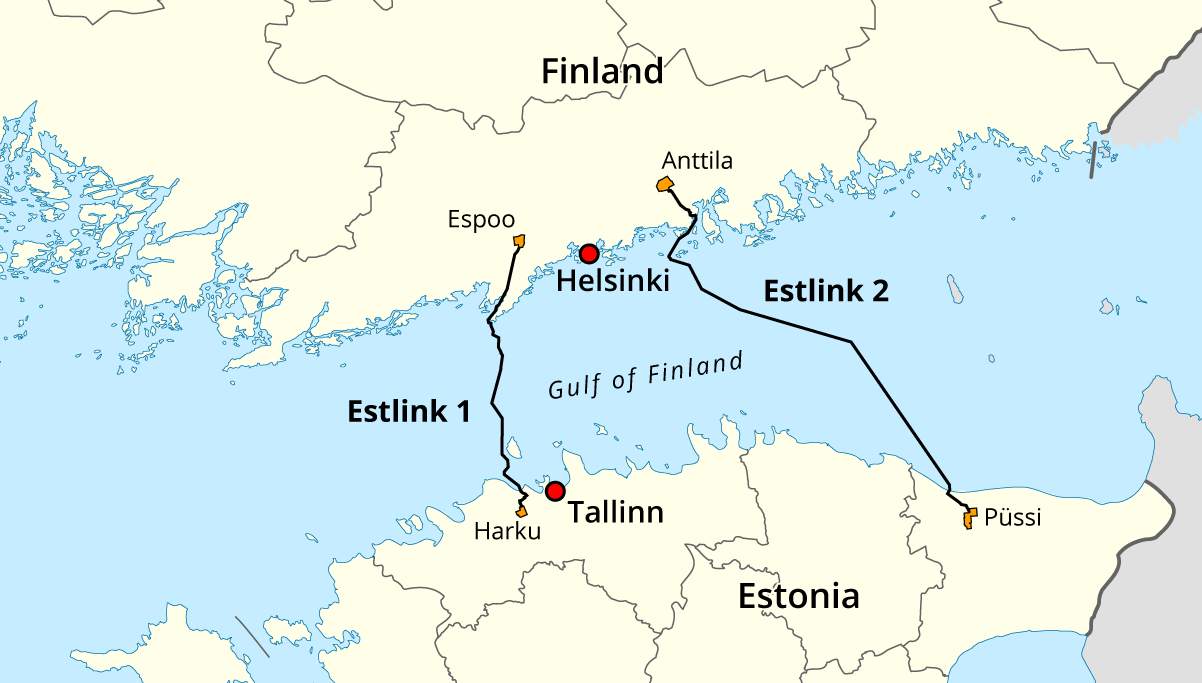
Verlauf von Estlink 1 und Estlink 2

Estlink sind zwei Unterwasser-HGÜ-Verbindungen zwischen Estland und Finnland. Estlink 1 war die erste Verbindung zwischen den beiden Staaten,  sie wurde 2013 in Betrieb genommen. Ein Jahr später folgte die Inbetriebnahme von Estlink 2. Das Projekt Estlink 3 befindet sich in der Planungsphase. Hauptzweck der Estlink-Kabel ist die Sicherung der Stromversorgung durch die Integration der baltischen mit den skandinavischen Strommärkten.

## Estlink 1

### Geschichte
Erste Überlegungen und Pläne für ein Unterseekabel zwischen dem Baltikum und Skandinavien gab es bereits in den 1990er Jahren. Erste Verhandlungen zwischen Eesti Energia, Pohjolan Voima, Helsingin Energia, Graninge (jetzt E.ON Sverige), Latvenergo, Statkraft und TXE Nordic Energy, einer Tochtergesellschaft von TXU (jetzt Energy Future Holdings Corporation), begannen 1999. Am 9. Oktober 2001 wurde in Tallinn ein Vertrag unterzeichnet. Danach wurde es aber wieder ruhiger um das Projekt. Auftrieb erhielt es erst wieder nach dem strengen Winter 2002–2003, der höhere Stromverbrauch führte zu einer größeren Belastung der Stromnetze. Am 31. März 2003 wurde zwischen Eesti Energia, Pohjolan Voima, Helsingin Energia und Latvenergo ein Memorandum of Understanding für die Errichtung der Unterseekabel-Verbindung unterzeichnet. Im Mai des darauf folgendes Jahres erklärte das litauische Energieunternehmen Lietuvos Energija seinen Beitritt zu diesem Projekt. Ein halbes Jahr später erfolgte die Gründung der Projektgesellschaft AS Nordic Energy Link. Hauptaktionär war Eesti Energia mit 39,9 % der Anteile, Latvenergo und Lietuvos Energija hielten jeweils 25 % und die restlichen 10,1 % wurden zwischen Pohjolan Voima und Helsingin Energia aufgeteilt.
Der Startschuss für das Projekt Estlink erfolgte am 29. April 2005, im folgenden Jahr wurde auf der estnischen Seite am 5. April 2006 mit dem Bau der Umrichterstation im estnischen Harku und der Verlegung des Landkabels begonnen, die Verlegung des Seekabels im Finnischen Meerbusen begann im September 2006. Es war von ABB hergestellt worden und wurde von Global Marine Systems mit Hilfe des Kabellegers CS Sovereign in Tiefen bis zu 100 m verlegt.[6] Die Einweihung erfolgte am 4. Dezember 2006, voll betriebsbereit war die Verbindung am 5. Januar 2007. Am 30. Dezember 2013 wurde sie für 77,6 Mio. Euro an die Übertragungsnetzbetreiber Elering und Fingrid verkauft, die das Kabel seither betreiben.

### Technische Beschreibung
Die Leitung hat eine Gesamtlänge von 105 km, davon verlaufen 75 km unter Wasser, 22 km auf dem finnischen und 9 km auf dem estnischen Festland; sie ist für eine Maximalleistung von 350 MW und eine Betriebsspannung von ±150 kV ausgelegt. Der Anschluss an das estnische 330-kV-Netz erfolgt an der Umrichterstation Harku und an das finnische 400-kV-Netz an der Umrichterstation Espoo in Järvikyla. Die Fähigkeit zum Schwarzstart ermöglicht es, Teile des estnischen Stromnetzes innerhalb weniger Minuten nach einem totalen Black-Out in Betrieb zu nehmen.

## Estlink 2
Estlink 2 ist eine weitere HGÜ-Verbindung zwischen Finnland und Estland, die Verbindung ist 170 km lang und gehört zu jeweils 50 % dem estnischen Betreiber Elering und dem finnischen Betreiber Fingrid.

### Geschichte
Elering und Fingrid unterzeichneten am 15. Februar 2010 in Tallinn den Vorvertrag für Estlink2. Die Unterzeichnung des Bauvertrages folgte am 1. November 2010. Am 23. Dezember 2010 wurde der Auftrag zur Herstellung und Installation der Untersee- und Landkabel an Nexans vergeben, der Auftrag zum Bau von Umrichterstationen an Siemens, der Auftrag zum Bau der Kabelendstation Nikuviken und zur Erweiterung des Umspannwerks Anttila in Finnland an Empower Oy und der Auftrag zum Bau der Übertragungsleitung zwischen Anttila und Nikuviken an ETDE, ein Tochterunternehmen von Bouygues.
Die Installation des Seekabels begann am 15. Oktober 2012, die Verlegung erfolgte durch das Kabelschiff Nexans Skagerrak.
Ein Jahr später konnten am 22. Oktober 2013 die ersten Tests aufgenommen werden, am 6. Dezember 2013 startete der Probebetrieb, bevor zwei Monate später der kommerzielle Betrieb begann. Die offizielle Inbetriebnahme erfolgte am 6. März 2014.

### Technische Beschreibung
Estlink 2 ist insgesamt 171 km lang, davon verlaufen 145 km als Unterseekabel, 12 km verlaufen als Erdkabel auf der estnischen Seite vom Umspannwerk Püssel zur Küste und 14 km als Freileitung auf der finnischen Seite von der Terminalstation Nikuviken zur Umrichterstation Anttila.
Estlink 2 ist eine klassische bidirektionale, monopolare Hochspannungs-Gleichstrom-Verbindung mit netzgeführten Stromrichterthyristoren. Die maximale Übertragungsleistung beträgt 650 MW und die Betriebsspannung beträgt 450 kV.

### Ausfall ab 25. Dezember 2024
Am 25. Dezember 2024 kam es an dem Unterwasser-Stromkabel Estlink 2 zwischen Finnland und Estland zu einer Störung. „Die Stromverbindung auf dem Kabel EstLink 2 zwischen Finnland und Estland wurde am 25. Dezember 2024 um 12.26 Uhr unterbrochen“, erklärte Fingrid auf seiner Website. Dadurch verringerte sich die verfügbare Kapazität von der maximal möglichen Kapazität von 1.016 auf 358 Megawatt.
Zum Störungszeitpunkt fuhr der Rohöltanker Eagle S über das Kabel Estlink 2. Dabei verlangsamte das Schiff, das unter der Flagge der Cookinseln fährt, offenbar seine Fahrt – möglicherweise weil es seinen Anker auf den Grund der Ostsee herabgelassen hatte und ihn über den Meeresboden zog. Nach Angaben der finnischen Polizei wurde der Tanker wegen des Verdachts der Beschädigung des Kabels von Polizei und Grenzschutz Finnlands angehalten. Der Grenzschutz forderte die Besatzung auf, den Anker zu heben, doch tauchte nur die Kette auf.
Die EU-Kommission kündigte als Reaktion am 26. Dezember 2024 die Verhängung von Sanktionen gegen Russlands „Schattenflotte“ an. Man werde „weitere Maßnahmen, einschließlich Sanktionen, vorschlagen, die sich gegen diese Flotte richten“. Das verdächtige Schiff sei „Teil der russischen Schattenflotte, die die Sicherheit und die Umwelt bedroht und gleichzeitig Russlands Kriegshaushalt finanziert“. Sie lobte „die finnischen Behörden für ihr schnelles Handeln bei der Aufbringung des verdächtigen Schiffes“ und verurteilte „jede vorsätzliche Zerstörung der kritischen Infrastruktur Europas“. Laut Fingrid dauert die Reparatur der 170 Kilometer langen Verbindungsleitung „Estlink 2“ voraussichtlich zwei Monate. Der Ausfall könne im Winter zu einer angespannten Stromversorgungslage führen.  Russland betreibt eine sogenannte Schattenflotte aus alten Öltankern, mit denen es Rohöl exportiert. Damit umgeht es Sanktionen, die westliche Länder gegen Russland nach dem Beginn des Angriffskriegs gegen die Ukraine verhängt haben.
Estlands Verteidigungsminister Hanno Pevkur kündigte an, Patrouillenschiffe in die Nähe der verbliebenen Verbindung EstLink 1 zu entsenden, um diese zu schützen. Auch die NATO hat eine höhere Militärpräsenz in der Ostsee angekündigt. Einen Monat zuvor waren mit C-Lion1 und BCS East-West Interlink bereits zwei Seekabel in der Ostsee durchtrennt worden.
Mitte Juni 2025 wurde die Reparatur von Estlink 2 abgeschlossen.

## Estlink 3
Am 28. Juni 2022 unterzeichneten Elering und Fingrid eine Absichtserklärung für die Planung eines dritten Unterseekabels zwischen Finnland und Estland. Eine Investitionsentscheidung wird für 2026/2027 erwartet. Für das Projekt Estlink 3 ist eine Übertragungsleistung von 700–1000 MW und eine Fertigstellung für das Jahr 2035 geplant.